# Roccabascerana
Roccabascerana es uno de los 119 municipios o comunas ("comune" en italiano) de la provincia de Avellino, en la región de Campania. Con cerca de 2.335 habitantes, según el censo de 2005, se extiende por una área de 12 km², teniendo una densidad de población de 195 hab/km². Linda con los municipios de Arpaise, Ceppaloni, Montesarchio, Pannarano, Apollosa (BN), Pietrastornina, y San Martino Valle Caudina.

## Demografía
| Gráfica de evolución demográfica de Roccabascerana entre 1861 y 2001 |
|                                                                      |
| Fuente ISTAT - elaboración gráfica de Wikipedia                      |

- Datos: Q55086
- Multimedia: Roccabascerana / Q55086

1. ↑  Worldpostalcodes.org, código postal n.º 83016.
2. ↑  «Codici Catastali». Comuni-italiani.it (en italiano). Consultado el 29 de abril de 2017.